# لويس إي. هولاندر جونيور
لويس إي. هولاندر جونيور (بالإنجليزية: Lewis E. Hollander Jr.)‏ هو فيزيائي أمريكي، ولد في 6 يونيو 1930.